# Radošovce (Trnava)
Radošovce (in ungherese Alsórados) è un comune della Slovacchia facente parte del distretto di Trnava, nella regione omonima.